# The Beatles nella cultura di massa

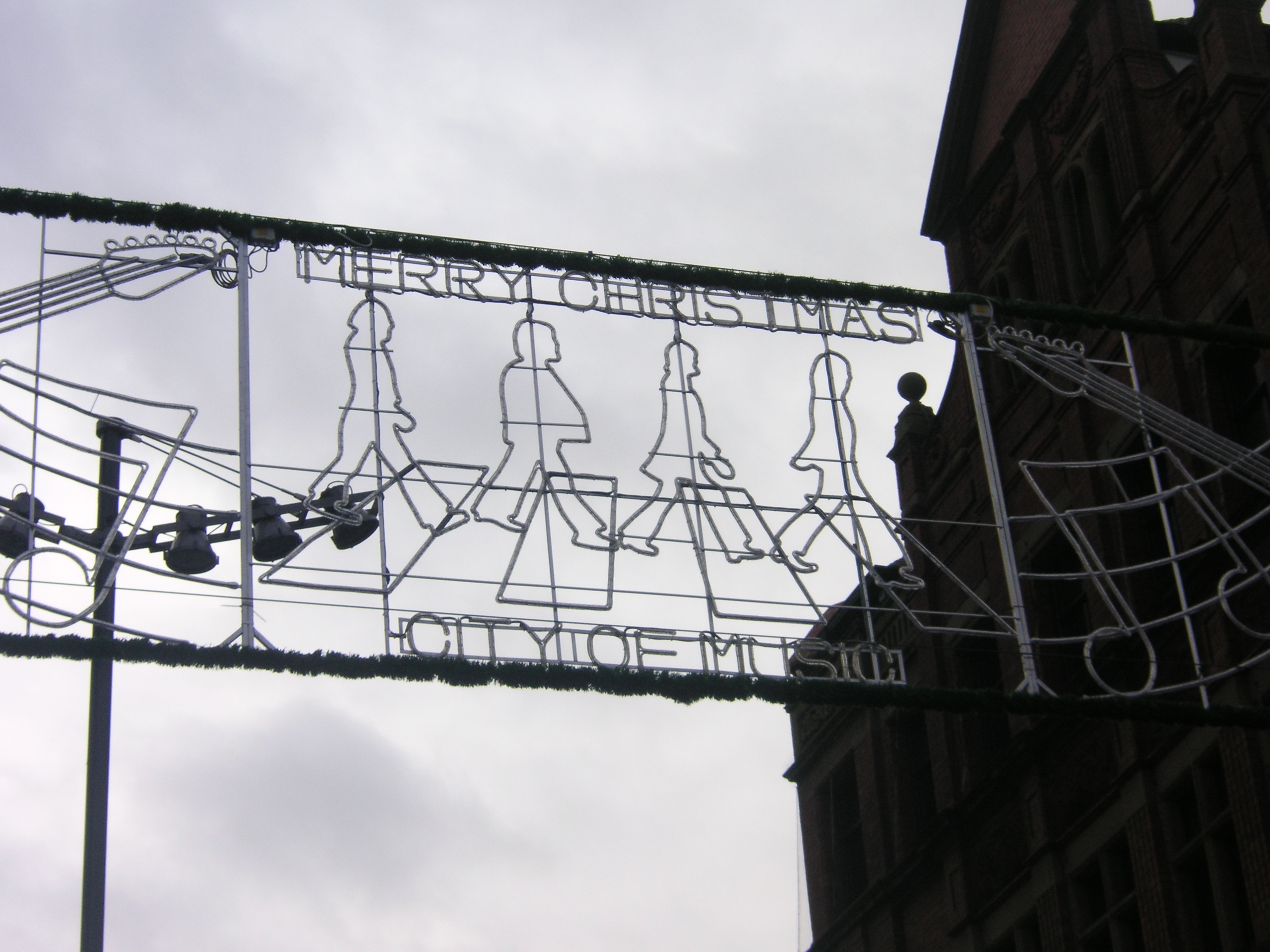
Illuminazione raffigurante la copertina di Abbey Road dei Beatles

Oltre a essere considerati importantissimi negli sviluppi della musica popolare, i Beatles hanno influito in modo significativo anche nella cultura di massa, dove sono stati citati (e talvolta parodiati) da altri musicisti e mass media. Di seguito sono elencati alcuni dei molti riferimenti al quartetto di Liverpool.
Nella lista sono esclusi tutti i riferimenti che riguardano esclusivamente John Lennon, Paul McCartney, George Harrison e Ringo Starr.

## Citazioni dei Beatles nei film
- 1964 - Allarme a N.Y. arrivano i Beatles!: il film narra la storia di quattro ragazze che giungono a New York dove, eludendo la sicurezza, si intrufolano nell'albergo dove alloggiano i Beatles in tournée.[1]
- Across the Universe: la colonna sonora del film è completamente costituita da canzoni dei Beatles ri-arrangiate in chiave musical.[2]
- Agente 007 - Missione Goldfinger: nella pellicola James Bond dichiara:

- Sister Act - Una svitata in abito da suora: nel film una bambina dichiara scherzosamente che i quattro apostoli si chiamano John, Paul, George e Ringo.[3]
- Trainspotting: nella scena in cui Renton, Sick Boy, Spud e Begbie si dirigono verso l'albergo a Londra per l'appuntamento con il trafficante, attraversano la strada in fila indiana proprio come i Beatles nella copertina dell'album Abbey Road.[4]

## Società e costume

### Leggenda della morte di Paul McCartney
Secondo la più nota delle leggende metropolitane riguardante i Beatles vi è quella della morte di Paul McCartney. Secondo alcune fonti, egli sarebbe infatti deceduto il 9 novembre 1966 in seguito ad un incidente stradale e sostituito da un sosia. La leggenda sembra essere stata alimentata dagli stessi membri del quartetto, come lascia supporre, ad esempio, la copertina di Abbey Road, dove "Macca" è l'unico dei quattro ad apparire scalzo (in Gran Bretagna i deceduti vengono, infatti, sepolti senza le scarpe).

### Beatles Boot
Le scarpe indossate dai Beatles diedero il nome ai cosiddetti "Beatles boots", una tipologia di stivaletti di cuoio nero a tacco alto.

## Musica
Di seguito sono elencati alcuni musicisti che furono, in qualche modo, ispirati ai Beatles.

### Influenza su altri gruppi musicali

#### Beatallica
I Beatallica sono un gruppo tribute metal che fonde la musica dei Beatles con quella dei Metallica.

#### Oasis
L'influenza dei Beatles nei britannici Oasis è stata messa in risalto dal loro chitarrista Noel Gallagher, che ha dichiarato:

#### Rutles
I Rutles sono stati una formazione fondata dal comico Eric Idle che parodiava la musica (nonché il modo di vestire) dei Beatles.

#### Altri gruppi cover
Fra le formazioni che hanno riproposto il repertorio dei Beatles vi sono Yellow Matter Custard, Punkles, Shampoo, Beastles, Bootleg Beatles, Fab Faux e Moondogs. e Petols.

### Pubblicazioni ispirate ai Beatles
Fra le numerose pubblicazioni ispirate alla musica dei Beatles vi sono Easy Star's Lonely Hearts Dub Band degli Easy Star All-Stars, The Beatles Play the Residents and the Residents Play the Beatles dell'omonima formazione, Beatles Arias e Revolution: An Operatic First di Cathy Berberian, The Chipmunks Sing the Beatles Hits di Alvin & the Chipmunks, e The Grey Album di Danger Mouse.

### Copertine degli album

#### With the Beatles
L'immagine di copertina di With the Beatles è stata citata dai Residents nel loro album d'esordio Meet the Residents e dagli Smithereens in Meet the Smitheerens!.

#### Sgt. Pepper's Lonely Hearts Club Band
La copertina di Sgt. Pepper's Lonely Hearts Club Band è, assieme a quella di Abbey Road probabilmente quella più parodiata e omaggiata della discografia dei Beatles. Fra le svariate decine di musicisti che ne hanno proposto delle imitazioni vi sono Frank Zappa (We're Only in It for the Money), Rolling Stones (Their Satanic Majesties Request) e Acid Mothers Temple (St. Captain Freak Out and the Magic Bamboo Request).

#### The Beatles
La copertina del "White album" ispirò quella dell'Album biango di Elio e le Storie Tese.

#### Abbey Road
Fra i numerosi musicisti che hanno citato la copertina di
Abbey Road vi sono Kanye West (Late Orchestration), King's Singers (The Beatles Connection), Red Hot Chili Peppers (The Abbey Road E.P.) e Truck Stop (Immer Geradeaus).

## Teatro
- Beatlemania: fu un musical di Broadway che venne eseguito 920 volte dal 1977 al 1979.[29]
- Love: uno spettacolo del Cirque du Soleil che venne iniziato nel 2006 a Las Vegas.[30]
- Rain - A Tribute to the Beatles: musical di Broadway che venne eseguito 300 volte fra il 2010  e il 2011.[31]
- Let It Be: musical attivo dal 2012 a Londra e dal 2013 a Broadway.[32][33]

## Televisione
- Al gruppo è stata dedicata la serie animata The Beatles, che narra le disavventure dei suoi componenti.[34][35]
- Durante l'episodio dei Simpson Il quartetto vocale di Homer, Homer, Skinner, Apu e Winchester divengono un gruppo vocale nominato "The Be-Sharps" ("I re acuti" nella versione italiana) che è molto simile al quartetto britannico. Durante l'episodio sono autori di un album intitolato "Bigger than Jesus" (parodia della celebre dichiarazione di John Lennon secondo cui "i Beatles sono più famosi di Gesù Cristo"), mentre Barney, divenuto in un secondo momento membro del gruppo, sposa un'artista giapponese (riferimento alla storia d'amore fra John Lennon e Yōko Ono).[36][37][38]

## Altro
- A ciascun membro dei "Fab Four" è stato dedicato un asteroide: 4147 Lennon, 4148 McCartney, 4149 Harrison e 4150 Starr. Vi è inoltre un quinto corpo celeste nominato 8749 Beatles.[39][40][41]
- Nei musei Madame Tussauds di Londra e New York sono esposte le statue di cera del quartetto britannico.[42][43]